# Palleta d'or

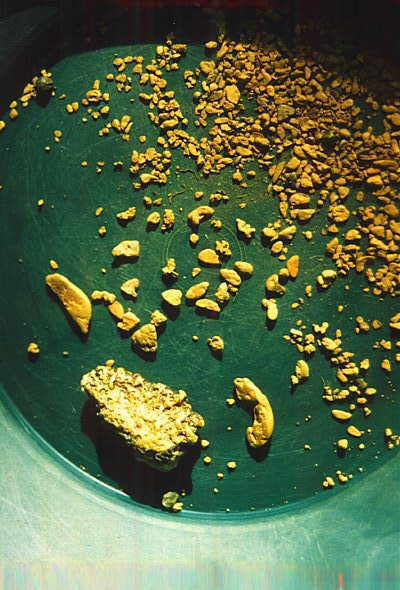
Grans d'or d'Alaka

Una palleta d'or en anglès: gold nugget és un tros d'or natiu que apareix de manera natural. En català el terme palleta (que deriva de palla) està registrat des de l'any 1575 (Diccionari.cat). Els cursos d'aigua sovint concentren palletes d'or i partícules d'or més primes. Aquest era el cas de Santpedor (Sant Pere d'or) i el seu Riu d'or.
En ser la palleta una peça natural sovint, en els cursos d'aigua, s'hi concentren petites palletes i són recuperades per la mineria de plaer, però també poden trobar-se en dipòsits residuals en els filons aurífers o en vetes deteriorades. Les palletes també es troben en les piles de rentat d'operacions mineres prèvies, especialment les que deixen les dragues per l'extracció d'or.

## Composició

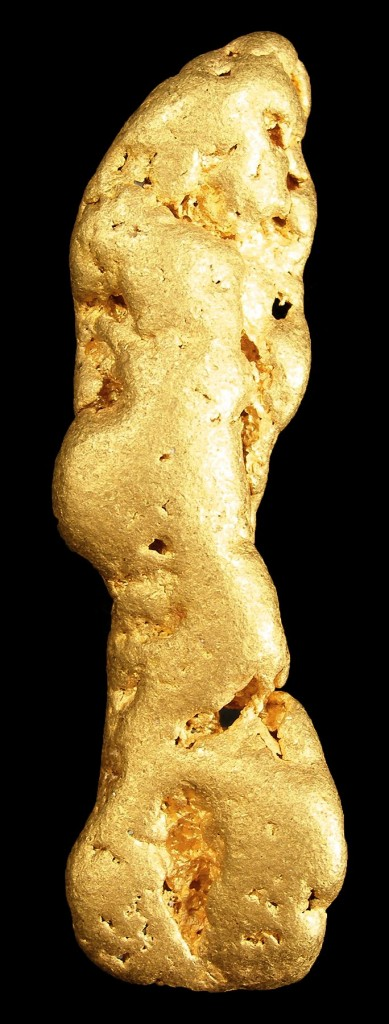
Una gran palleta de les Muntanyes Kuskokwim d'Alaska central. Mida: 06/06 x 2.0 x 01/01 cm. Pes: 77 grams

Les palletes mai són pures d'una composició de 24 quirats (K), sinó més aviat de 20 a 22 K (al voltant de 83% a 92%). Les palletes d'or que es solen trobar a Austràlia poden ser de 23k o lleugerament més pesades, mentre que l'or que es troba a Alaska es troba generalment en l'extrem inferior del rang. La puresa es pot deduir del color de la palleta, el taronja/groc profund és el més ric, el d'un contingut més alt d'or. Les palletes també se les coneix per la seva finor, per exemple, "865 de finor", significa que la palleta és de 865 parts per mil en or. Les impureses comuns són de plata i coure. Les palletes amb alt contingut de plata es coneixen com a electre.

## Formació
Moltes palletes trobades en rierols i rius estan formades per soldadura en fred de partícules més petites ajuntades en fred. La suavitat de l'or fa les palletes especialment propenses a la soldadura en fred en cas de xoc o càrregues de martelleig, com ara els produïts en els rierols de pedres. A més, no hi ha una capa superficial d'òxid que inhibeixi l'adherència entre les escates d'or. Altres palletes estaven presents probablement en forma massiva en el filó original abans de l'erosió, sovint mostren signes de polit abrasiu per l'acció del corrent. La ductilitat i mal·leabilitat excepcional de l'or permet la seva fractura fràgil que és relativament rara, però no desconeguda.

## Espècimens més grans
La palleta més gran mai trobada va ser el "Welcome Stranger", que és a Moliagul, Victòria, Austràlia el 1869 per John Deason i Richard Oates. El seu pes en brut, és de més de 2.520 unces troy (78 kg) i va reportar més de 2.284 unces troy (71,0 kg) net.
eclipsant la "Welcome Nugget" trobada onze anys abans a Ballarat.
La palleta més gran trobada usant un detector de metalls va ser la "Hand of Faith", pesant 875 unces troy, que es va trobar a Kingower, Victòria (Austràlia) el 1980.

## Galeria

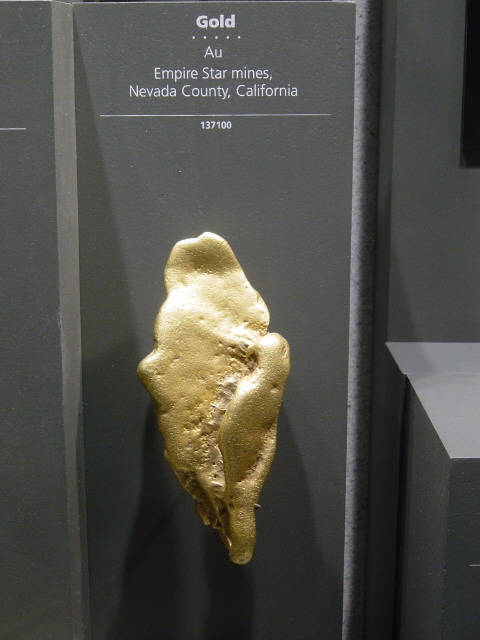
Una gran palleta del Comtat de Nevada (Califòrnia)
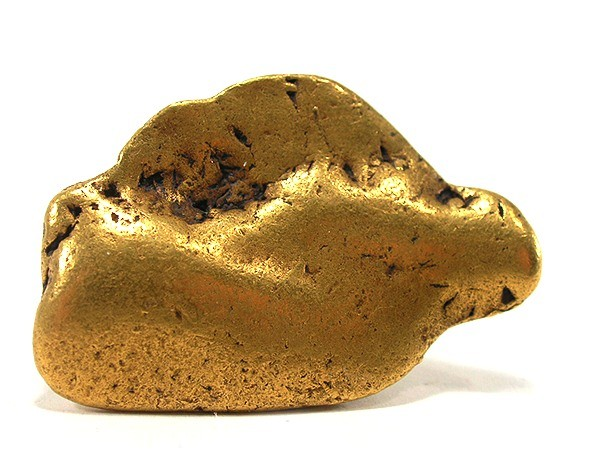
Una palleta d'Alaska d'un pes de 63.8 grams.
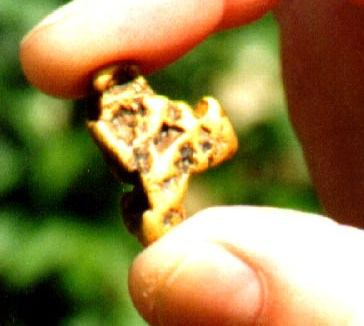
Palleta d'or d'Alaska (Cache Creek area)